# نائب المستشار
نائب رئيس الجامعة (أو نائب المستشار المؤيد ، PVC ) أو نائب نائب المستشار ( DVC ) هو نائب لنائب رئيس الجامعة . في الجامعات الإنجليزية القديمة ، وجامعات الكومنولث التي تتبع تقاليدها ، كان الـ PVCs عادةً أكاديميين تولى مسؤوليات إدارية إضافية لفترة محدودة ، جنبًا إلى جنب مع التدريس والبحث المنتظم. ومع ذلك ، في الجامعات الإنجليزية الأحدث (مثل تلك التي نشأت في كلية الفنون التطبيقية) ، كان المنصب عادة دائمًا ، وهذا هو الاتجاه المتزايد الآن بين الجامعات القديمة أيضًا. قد يكون نواب المستشارين الأفراد الموالين مسؤولين عن مجالات مثل الإدارة والبحث والتطوير وشؤون الطلاب والشؤون الأكاديمية والتعليمية. وفي بعض الجامعات، هناك نائب أو أكثر لنائب رئيس الجامعة تابع لنائب رئيس الجامعة، مع وجود نائب رئيس أعلى رتبة على مستوى تنفيذي يقل عن نائب نائب رئيس الجامعة. وعادة ما تكون مراكز التعليم والتدريب في الجامعة مخولة بأن تحل محل نائب رئيس الجامعة في كل من الوظائف الاحتفالية والتنفيذية عندما يكون غائباً عن الجامعة.
وفي اسكتلندا، تُستخدم ألقاب نائب المدير ونائب المدير الأقدم بدلاً من نائب المستشار ونائب رئيس الجامعة. ويوجد في جامعة ستيرلنغ نائب رئيس واحد وثلاثة نواب للمدير. ويمكن أن يختلف العدد تبعا لاحتياجات الجامعة في أي وقت من الأوقات، ولكن عادة ما تغطي الاختصاصات، والتدريس والتعلم، والبحوث، وطلاب الدراسات العليا والشؤون الدولية.
في جامعة أيرلندا الوطنية، يحمل كل رئيس للجامعات التأسيسية (كونها كلية جامعة دبلن، كلية جامعة كورك، جامعة أيرلندا الوطنية، غالواي والجامعة الوطنية في أيرلندا، ماينوث)، لقب نائب رئيس الجامعة الوطنية، على الرغم من أنها تستخدم هذا اللقب فقط في مراسم منح.
وفي الجامعة الكاثوليكية الأسترالية، هناك ثلاثة نواب رئيس، كل واحد منهم مسؤول عن كل مجال للشؤون الأكاديمية ومنطقة إقليمية. جامعة نيو إنجلاند، أستراليا لديها أيضا ثلاثة PVCs (اثنين من العمداء والأكاديمية أخرى) ونائب VC (البحوث). وفي جامعة الاتحاد الأسترالية، هناك خمسة نواب لرئيس الجامعة ونائب رئيس مساعد.
وفي جامعات نيوزيلندا، يستخدم مصطلح نائب رئيس الجامعة في بعض الأحيان للدلالة على المناصب التنفيذية العليا التي تعادل عمداء الكليات والمدارس في جامعات أمريكا الشمالية. وفي هذه الحالة، عادة ما يكون مصطلح عميد الكلية مخصصا للمناصب الإدارية الأكاديمية المعنية بالبرامج والطلاب. ومع ذلك، تستخدم معظم الجامعات مصطلح نائب رئيس الجامعة بالمعنى المذكور أعلاه. في باكستان، جامعة مهران للهندسة والتكنولوجيا هي الجامعة الوحيدة التي لديها منصب نائب رئيس الجامعة.